# Професорска колонија
Професорска колонија једно је од београдских насеља које се налази у оквиру општине Палилула. Основано је између 1926. и 1929. године када су професори Београдског универзитета почели да насељавају ову територију. Тада су центар овог краја биле улице Љубе Стојановића, Стојана Новаковића и Јаше Продановића. Данас ово насеље уоквирују улице Цвијићева, Булевар Деспота Стефана, Здравка Челара и Митрополита Петра.

## Историја
По Генералном плану из 1923. год. створени су услови да се источно од садашње Цвијићеве улице и јужно од Кнез Милетине (данас Бул. Деспота Стефана), што је тада било пусто земљиште, изведу стамбени објекти, према идејама вртних градова, тада новим у урбаном планирању. Изведена је повијена рејонска улица, чиме је створена претпоставка за формирање радијалних саобраћајница према њој. На врху повијене рејонске улице планирана су три јавна објекта, али они нису никада изграђени .
Да би обезбедили смештај за себе и своје породице, група професора је узела кредит од Државне хипотекарне банке, изабрала подручје на коме ће бити изграђено насеље и поверила задатак Техничком бироу. На том месту су били повртњаци који су припадали Зорки Селаковић, а нешто даље и циглане. Постојао је проблем са називима нових улица, пошто су професори желели да се имена улица дају само заслужним људима српске науке, а називе је давала полиција, која није много марила за то. Плацеви и изградња били су скупи, пошто је требало за сваку кућу издвојити око 500.000. тадашњих динара, што је било превише за скромне зараде универзитетских професора, тако да су у многим објектима постојала два стана. Један је био за власника, а други за издавање, којим би се отплаћивао дуг Хипотекарној банци .
Своје домове су овде изградили чувени професори попут Милутина Миланковића, Александра Лека, Тадије Пејовића, Јеврема Недељковића (кућу наследио Живојин Бумбаширевић), Владимира Петковића, Јована Томића и многих других.
У овом крају преовлађују приземне и једноспратне куће, већина има уређене вртове. На први поглед се примећује да постоји културно-историјска вредност ових домова, од којих су неки под заштитом државе: кућа Милутина Миланковића (Љубе Стојановића 9), Меморијални музеј Надежде и Растка Петровића, вила Прендић (Османа Ђикића 20). Насеље је богато зеленилом и има неколико паркова . Јула 2020. године Професорска колонија је одлуком Владе Србије проглашена за просторну културно-историјску целину.